# Истинските ловци на духове
„Истинските ловци на духове“ (на английски: The Real Ghostbusters) е американски анимационен сериал, базиран на филма „Ловци на духове“ от 1984 г. Излъчен е между 13 септември 1986 г. и 22 октомври 1991 г., и е продуциран от Columbia Pictures Television (днес Sony Pictures Television), DiC Entertainment и Кока-кола. За да се избегнат еднакви заглавия с филма „Ловци на духове“, към името е добавено „Истинските“ (на английски: The Real). В сериала се разказва историята на четирима ловци на духове: Доктор Питър Венкман, Доктор Игън Спенглър, Уинстън Зедмор, Доктор Рей Станц, тяхната секретарка Джанин Мелниц и техния домашен призрак Слаймър (в превод от английски: Слузльо).

## Продукция
Сериалът започва с кратък пилотен епизод, който никога не е излъчен цял. Едва през 2008 г. той влиза в DVD версията, направена от Time Life.
Ърни Хъдсън е единственият актьор от филмите, който участва на прослушване за ролята си, но въпреки това тя е дадена на Арсенио Хол.
По ереме на втория/третия сезон се правят следните смени в списъка на озвучаващите актьори:
- Джанин Мелниц: Лора Самър е заменена от Кат Суси
- Доктор Питър Венкман: Лоренцо Мюзик е заменен от Дейв Кулие (при старта на 3 сезон – „Слаймър и истинските ловци на духове“)
- Уинстън Зедмор: Арсенио Хол е заменен от Бъстър Джоунс (при старта на 4 сезон)

Освен това е сменен и сценариста – Джей Майкъл Стразински, който е по-известен като създател на сериала „Вавилон 5“.
Той се завръща през 1990, за последния сезон на „Истинските ловци на духове“. Единствените актьори, останали през цялото излъчване са Франк Уелкър и Морис Ламарш.

## Актьорски състав
- Питър Венкман – Лоренцо Мюзик (сезони 1 – 2), Дейв Кулие (сезони 3 – 7)
- Игон Спенглър – Морис ЛаМарш
- Рей Станц, Слаймър – Франк Уелкър
- Уинстън Зедмор – Арсенио Хол (сезони 1 – 3), Бъстър Джоунс (сезони 4 – 7)[3]
- Джанин Мелниц – Лора Самър (сезони 1 – 2), Кат Суси (сезони 3 – 7)
- Луис Тюли – Роджър Бъмпас (сезони 5 – 6)

## Излъчване
Първото излъчване на сериала е по Ей Би Си между 1986 и 1991 г. По-късно той е излъчван и по други телевизии в САЩ като USA Network, Fox Family, Nickelodeon, Teletoon и Cartoon Network.

## Класации
През януари 2009 г. IGN поставя сериала на 22-ро място в класацията си за най-добри анимационни сериали на всички времена.

## Продължение
От началото на трети сезон сериалът започва да се казва „Слаймър и истинските ловци на духове“ (на английски: Slimer! and The Real Ghostbusters). След 1997 г. започва да се излъчва продължение – „Екстремен лов на духове“.

## „Истинските ловци на духове“ в България
В България сериалът започва излъчване на 17 април 2008 г. по Диема Фемили под името „Ловци на духове“, всеки делничен ден от 13:30. На 14 септември 2009 г. започва повторно излъчване, всяка делнична сутрин от 06:20, като последният епизод е излъчен на 17 февруари 2010 г. Ролите се озвучават от артистите Нина Гавазова, Вилма Карталска, Симеон Владов, Александър Митрев и Емил Емилов.